# Mycetophila atricornis
Mycetophila atricornis är en tvåvingeart som beskrevs av Philippi 1865. Mycetophila atricornis ingår i släktet Mycetophila och familjen svampmyggor. Inga underarter finns listade i Catalogue of Life.